# Almásbalázsháza község
Almásbalázsháza község (románul: Comuna Bălan) község Szilágy megyében, Romániában. Központja Almásbalázsháza, beosztott falvai Almásgalgó, Galponya, Kendermező, Kettősmező.

## Népessége
A 2011-es népszámlálás adatai alapján a község népessége 3722 fő volt.